# Long Time
Long Time è un singolo del rapper statunitense Lil Tjay, pubblicato il 19 aprile 2018.

## Tracce
1. Long Time – 3:25